# F2FS
F2FS (znany także pod nazwą Flash Friendly File System) – system plików stworzony przez Kim Jaegeuk z firmy Samsung dla systemów Linux. Jest udostępniany na zasadzie open source (GNU GPLv2).
Celem było stworzenie systemu plików przeznaczonego do dysków półprzewodnikowych opartych na pamięci NAND (np. dyski SSD, karty SD, MMC). 
System oferuje całkiem nową strukturę logów, dotychczas używane systemy plików FAT są zbyt proste. W przeciwieństwie do FAT i NTFS nie jest objęty prawem patentowym. 
W F2FS została poprawiona konfiguracja układu, alokacja oraz algorytmy czyszczące. Producent zapewnia, że rozwiązał problem, z którym borykały się dotychczasowe systemy plików, tzw. efekt kuli śnieżnej.
System z racji otwartego źródła rozwiązuje problem producentów urządzeń z systemem Android związanych z licencjonowaniem przez Microsoftu systemu plików FAT.